# Machiavelli (gioco da tavolo)
Machiavelli è un gioco da tavolo creato da S. Craig Taylor e James B. Wood pubblicato per la prima volta dalla Battleline Publications nel 1977 e acquistato nel 1979 dalla Avalon Hill (oggi appartenente alla Hasbro). Ambientato nell'Italia rinascimentale i giocatori rappresentano il Ducato di Milano, la Repubblica di Venezia, il Regno di Napoli, lo Stato Pontificio, il Regno di Francia dei Valois, l'Austria degli Asburgo e l'Impero ottomano.
Il gioco condivide molte delle regole base di Diplomacy e ne introduce nuove, come il denaro, le bustarelle, tre stagioni per anno, guarnigioni ed eventi casuali come l'epidemie e la carestia. Contiene scenari adatti al gioco da quattro ad otto giocatori, anche se è preferibile giocarlo con sei o più giocatori.

## Regole

### Generalità
Il tavoliere è una mappa della penisola italiana e dei paesi vicini, incluso il sudest della Francia, la Svizzera, l'Austria, l'Ungheria, le coste del mare Adriatico, Tunisi e le isole di Corsica e Sardegna. La mappa è divisa in 73 aree differenti, che possono essere di due tipi: "provincia" e "mare". Alcune delle province hanno una città, che può essere fortificata. Alcune delle città fortificate possiedono anche un "porto".
Ogni giocatore ha una serie di pedine dello stesso colore, che rappresentano le unità militari: eserciti, flotte e guarnigioni. Il gioco include anche altre pedine che rappresentano tentativi di assassinio, ribellione, carestia e ducati (la moneta di Machiavelli)
Il gioco include due dadi a sei facce usati con alcune regole opzionali od avanzate, come i disastri naturali od i tentativi di assassinio.

### Svolgimento del gioco
Per vincere un giocatore deve ottenere il controllo di un certo numero di province prima degli altri giocatori. Di solito questo è pari a 15 province, sebbene ci si possa accordare per il controllo di metà delle province (ventitré) per un gioco più lungo.
Il gioco è diviso in "anni", composto ognuno di tre turni equivalenti ad altrettante stagioni (primavera, estate e autunno). I giocatori scrivono segretamente i loro ordini su un foglio di carta e questi vengono letti ed eseguiti simultaneamente. Ciò rende Machiavelli adatto al Play by Mail. Il gioco presenta quattro scenari diversi che spiegano la disposizione iniziale delle unità militari di ogni giocatore.
Nel gioco base, senza regole opzionali o avanzate, ogni anno è giocato nel seguente ordine:
1. Primavera
  1. Aggiornamento del controllo delle province
  2. Correzione del numero di unità militari
  3. Diplomazia
  4. Scrittura degli ordini
  5. Risoluzione dei conflitti
  6. Ritirate
2. Summer
  1. Diplomazia
  2. Scrittura degli ordini
  3. Risoluzione dei conflitti
  4. Ritirate
3. Fall
  1. Diplomazia
  2. Scrittura degli ordini
  3. Risoluzione dei conflitti
  4. Ritirate

Nella fase di scrittura degli ordini il giocatore può dare un ordine ad ognuna delle sue unità. Gli ordini possibili sono Restare (Hold), Muovere (Advance), Assediare (Besiege), Supportare (Support) e Trasportare (Convoy).
Il gioco avanzato aggiunge regole per finanze, spese e bustarelle, ribellioni e assassinii.
Inoltre si possono usare alcune regole opzionali per aggiungere una maggiore casualità: scomuniche (edizione del 1995), disastri naturali (pestilenze e carestie), unità speciali, movimento strategico (edizione del 1995), prestito di denaro e conquista.